# جوناس لارهلم
جوناس لارهلم (انگلیسی: Jonas Larholm؛ زادهٔ ۶ مارس ۱۹۸۲) بازیکن هندبال اهل سوئد است.